# Battaglia di Dombås
La battaglia di Dombås (in norvegese Slaget ved Dombås) fu uno scontro avvenuto nell'ambito della campagna di Norvegia tra l'Esercito Norvegese e un'unità di paracadutisti tedeschi, tra il 14 e il 19 aprile 1940 durante la seconda guerra mondiale. Come parte dell'invasione del sud della Norvegia e in risposta allo sbarco Alleato vicino a Romsdal, nel sud-ovest del paese, i tedeschi lanciarono una compagnia di paracadutisti presso lo snodo ferroviario vitale di Dombås. Nei cinque giorni successivi, i tedeschi bloccarono le linee ferroviarie che attraversano Dovre e che collegano le principali città tra Oslo e Trondheim.

## Antefatti
Poco tempo dopo l'operazione Weserübung, iniziata il 9 aprile, gli Alleati iniziarono un'offensiva di supporto alle forze norvegesi per impedire ai tedeschi di prendere il controllo dei punti strategici del paese. Queste operazioni furono il primo vero scontro del conflitto tra i tedeschi e gli anglo-francesi.
Il 13 aprile, il generale Nikolaus von Falkenhorst, comandante delle forze d'invasione in Norvegia, ricevette l'ordine dall'Alto Comando tedesco di conquistare il villaggio di Dombås, 145 km a nord di Oslo, con un attacco di truppe aviotrasportate. La decisione dell'Alto Comando fu dovuta ad un falso rapporto su un'invasione Alleata, realmente avvenuta giorni dopo ad Åndalsnes. L'obiettivo principale della missione era la distruzione della ferrovia e il blocco dell'avanzata Alleata nell'entroterra.

## Forze in campo

### Germania
I tedeschi paracadutarono a Dombås la 1ª Compagnia del 1º Battaglione del 1º Reggimento della 7ª Divisione Flieger. Con base a Stendal, vicino a Magdeburgo, l'unità ricevette i suoi ordini il 12 aprile e atterrò ad Oslo il giorno seguente. La compagnia era comandata da Herbert Schmidt ed era composta da 185 uomini, equipaggiati con armi leggere e con 22 mitragliatrici MG34 Mentre le altre quattro compagnie del battaglione erano state impiegate nei primi giorni dell'invasione di Danimarca e Norvegia, la 1ª Compagnia fu tenuta come riserva..

### Norvegia
L'unica forza norvegese inizialmente presente a Dombås era il 2º Battaglione dell'11º Reggimento. Due giorni dopo l'attacco giunse a rinforzo la 1ª Compagnia del 5º Reggimento di Fanteria mentre il 17 aprile i due battaglioni furono rimpiazzati dal 1º Battaglione, rinforzato da un plotone di mitraglieri e cannoni contraerei. Nell'ultimo giorno di battaglia, ai norvegesi si unirono dei Royal Marines britannici operanti con un cannone ferroviario.

## La battaglia

### 14 aprile
Circa alle ore 17:00 del 14 aprile, 15 Junkers Ju 52 da trasporto truppe decollarono dall'aeroporto Fornebu di Oslo, nonostante la grandine e il nevischio. Un'ora prima un altro Ju 52 aveva effettuato un volo di ricognizione sull'obiettivo ma a causa del tempo non era riuscito a distinguere nulla al suolo.
Nonostante gli ufficiali volessero posticipare l'operazione a causa del maltempo, l'ordine proveniva da Hitler in persona e quindi doveva essere portato a termine qualunque fosse il rischio da correre.
La missione tedesca fu il secondo attacco condotto con truppe aviotrasportate di tutta la storia mentre la prima fu l'assalto aviotrasportato sulla base aerea di Sola, vicino a Stavanger, il 9 aprile.

#### Il lancio

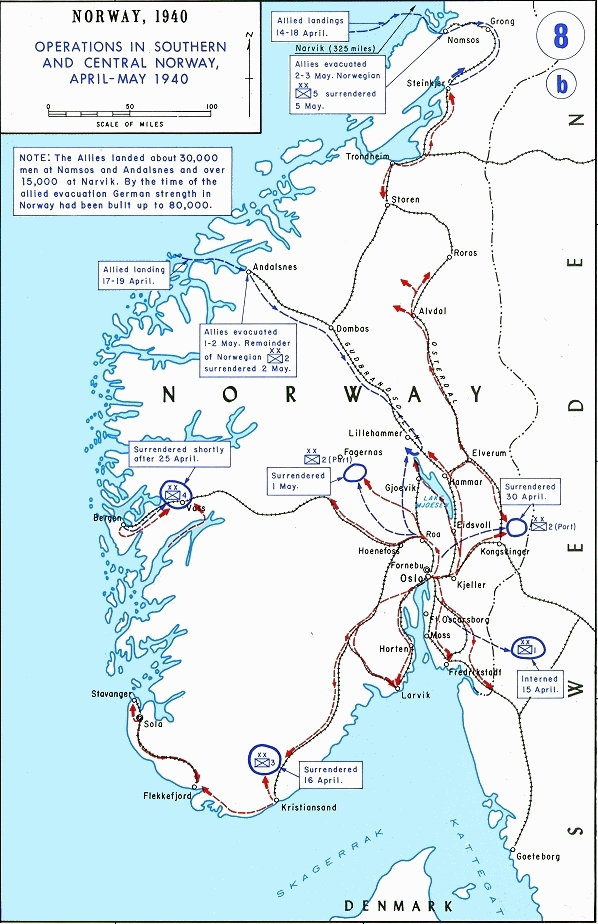
Mappa della Norvegia meridionale; aprile-maggio 1940. Dombås è al centro, nella metà superiore della mappa.

Quando gli aerei giunsero sul bersaglio, dopo un volo di 275 km, le nuvole basse impedirono alla maggior parte degli Ju 52 di lanciare i paracadutisti nel punto esatto. I soldati finirono sparpagliati in una vasta area, da Lesja, 20 km a ovest, fino a Vålåsjø, 18 km a nord-est, e alla valle di Gudbrandsdal, 8 km a sud del bersaglio.

#### I paracadutisti contro il 2º battaglione norvegese
Il 2º Battaglione norvegese era stato mobilitato a Molde, qualche giorno prima, ed era giunto a Dombås la sera del 13 aprile, da cui avrebbe dovuto aiutare gli Alleati a riconquistare Trondheim. Mentre attendeva, l'unità posizionò le sue mitragliatrici Colt M/29 in modalità contraerea, in modo da avere un minimo di difesa.
L'arrivo degli aerei tedeschi colse di sorpresa i norvegesi che cominciarono ad aprire il fuoco sugli JU 52 con ogni arma a disposizione. L'equipaggio degli aerei rispose con le mitragliatrici a bordo, mentre gli aerei sorvolavano le file degli alberi. Ben presto, i primi paracadutisti si lanciarono, bersagliati dai norvegesi mentre scendevano al suolo. Dei quindici aerei tedeschi decollati, solo cinque tornarono ad Oslo e due atterrarono alla base di Værnes, vicino a Trondheim; tutti e sette gli aerei sopravvissuti erano stati crivellati dai proiettili. I rimanenti otto aerei furono abbattuti o costretti ad un atterraggio d'emergenza. Uno Ju 52 atterrò sul lago Vänern, vicino a Mariestad, in Svezia, dove il ghiaccio sulla superficie cedette e l'aereo affondò. L'equipaggio venne salvato dagli svedesi e rientrò in servizio nel gennaio 1941. La maggior parte dei paracadutisti degli aerei abbattuti morì nello schianti oppure furono uccisi o fatti prigionieri dai norvegesi, poco tempo dopo.
Dei 185 uomini al decollo, Schmidt ora aveva circa 63 paracadutisti, il resto erano morti o troppo sparpagliati nell'area circostante. Con queste forze ridotte i tedeschi cominciarono a bloccare la ferrovia e la rete stradale, tagliando i cavi telefonici che correvano lungo la strada principale. Dopo aver requisito dei taxi, Schmidt avanzò con essi, con all'interno più soldati possibile, verso Dombås, fermandosi regolarmente per le ricognizioni.

#### Schmidt viene ferito

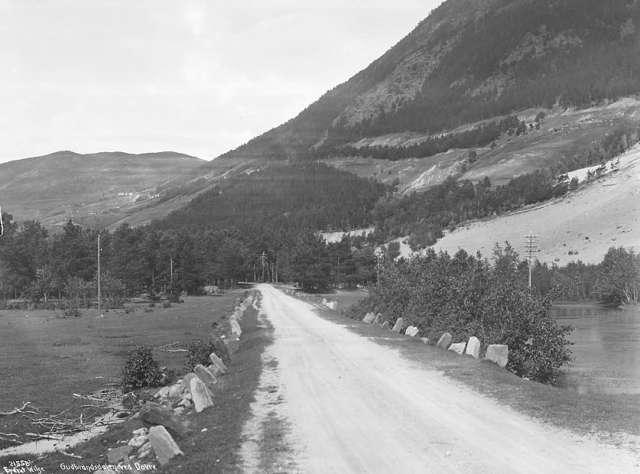
La strada vicino a Ulekleiv.

Quando i taxi con i tedeschi a bordo raggiunsero la fattoria di Li, sulla strada per Dombås, incrociarono due camion carichi di soldati della 5ª Compagnia dell'11º Reggimento. Dopo la confusione iniziale, i norvegesi aprirono il fuoco e i tedeschi risposero con mitra e bombe a mano. Dopo un breve scontro, nel quale Schmidt venne gravemente ferito e i norvegesi furono respinti, i paracadutisti rinunciarono ad avanzare. Decisero quindi di ripiegare e difendersi nella fattorie dei Ulekleiv e Hagevolden, da qui avevano una buona vista in ogni direzione. Schmidt, ferito all'anca e allo stomaco, non lasciò mai il comando e ordinò ai suoi uomini di usare la sabbia per scrivere sulla neve un messaggio alla Luftwaffe, chiedendo rifornimenti e munizioni. Tuttavia, l'aviazione tedesca non individuò mai il messaggio e i paracadutisti non ricevettero mai aiuto.

#### Effetti dell'attacco
L'attacco a Dombås costrinse la Norges Bank a velocizzare l'evacuazione della riserva monetaria norvegese. Le 50 tonnellate d'oro furono evacuate da Oslo, il 9 aprile, e portate in un caveau a Lillehammer mentre i paracadutisti tedeschi attaccavano la via ferroviaria. Quando giunsero notizie dell'aviolancio tedesco, l'oro fu portato in treno ad Åndalsnes, da cui fu portato via da incrociatori britannici e pescherecci norvegesi.
Il 14 aprile, il re Haakon VII e suo figlio, il principe Olav, erano entrambi a Dovre, vicino alla zona di lancio tedesca, a soli 30 minuti dal più vicino gruppo di paracadutisti. Entrambi furono scortati al sicuro da membri della Dovreskogen Rifle Association.

### 15 aprile

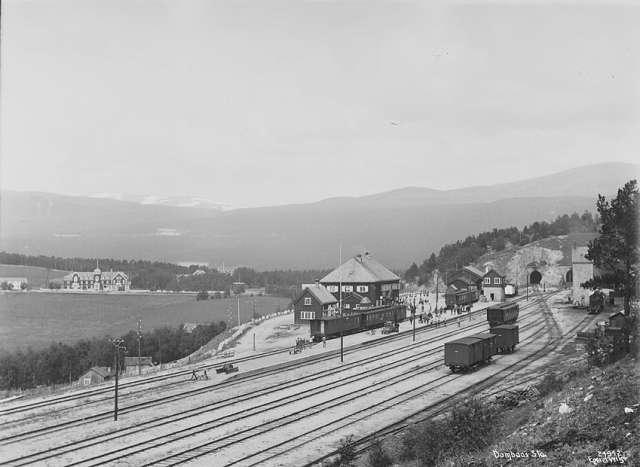
Stazione ferroviaria di Dombås

Il 15 aprile, altri paracadutisti sopravvissuti si riunirono a Dombås. Durante la mattinata, i paracadutisti fecero esplodere la linea ferroviaria in tre punti diversi.
Nel frattempo, le forze norvegesi si riorganizzarono per tentare di fermare i tedeschi. Quarantuno uomini, divisi in due plotoni con mitragliatrici pesanti, comandati da Eliiv Austlid, il cui superiore era Trygve Lie, attaccarono i tedeschi senza aver effettuato una ricognizione, nel tentativo di rendere sicura una strada per la fuga della famiglia reale e del gabinetto di governo. La squadra d'assalto, formata da Austlid e sei o sette volontari, si lanciarono attraverso un campo lungo 200 m di fronte alle posizioni tedesche mentre i loro compagni coprivano i loro movimenti sparando con le mitragliatrici. A meno di 75 m, i norvegesi dovettero affrontare un pendio ricoperto da uno strato profondo di neve. Austild era a meno di 10 m dai tedeschi quando un proiettile lo colpì e l'attacco norvegese vacillò con i soldati trovatisi privi del loro leader. Ritrovatisi in un'imboscata, dei quarantuno norvegesi ventotto furono catturati e solo cinque riuscirono a fuggire.

### 16 aprile
Il 16 aprile, la 1ª Compagnia del 5º Reggimento di Fanteria, al comando del capitano Bottheim, arrivò sul campo di battaglia. La compagnia attaccò i tedeschi da sud mentre il 2º Battaglione dello stesso reggimento inviò una compagnia ad attaccare da nord. L'assalto settentrionale venne supportato da mortai da 81 mm e diverse mitragliatrici Colt M/29.
Dopo un breve scontro, da una delle posizioni tedesche uscì uno dei prigionieri norvegesi con una bandiera bianca. Il soldato riferì che vi erano altri prigionieri e che, se i norvegesi non avessero cessato il fuoco, Schmidt li avrebbe fatti uccidere. Tuttavia, questo potrebbe essere un fraintendimento linguistico tra Schmidt e il prigioniero: il possibile significato reale delle parole di Schmidt era che se i norvegesi avessero continuato, il fuoco dei mortai avrebbe colpito anche i prigionieri. In risposta venne inviato un prigioniero tedesco che riferì a Schmidt che i tedeschi dovevano arrendersi. Essi però rifiutarono l'offerta.

#### Rottura dell'accerchiamento tra Ulekleiv e Hagevolden
Mentre avvenivano le infruttuose negoziazioni, i paracadutisti tedeschi si prepararono a muoversi dalle loro posizioni e riposizionarsi altrove per continuare la battaglia. L'arrivo dei due mortai norvegesi aveva mutato la situazione tattica e inoltre i rifornimenti e le munizioni tedeschi stavano calando rapidamente. Schmidt decise quindi che doveva condurre i suoi uomini in un luogo meglio difendibile. La negoziazione era una tattica per guadagnare tempo cosicché i paracadutisti potessero allontanarsi con il favore delle tenebre. Schmidt credeva che altre unità tedesche stessero avanzando lungo la valle Gudbrandsval e che, se avessero resistito abbastanza, sarebbero giunti dei rinforzi. La verità è che i tedeschi erano fermi poco a nord di Minnesund, molto a sud rispetto alla valle Gudbrandsdal e Dombås.
Quando i negoziati cessarono, i norvegesi riaprirono il fuoco ma un'improvvisa bufera di neve impedì loro di vedere il nemico e permise ai tedeschi di contrattaccare e rompere a nord l'accerchiamento. Il comandante norvegese ordinò così il ripiegamento su Dombås. Nella notte tra il 16 e il 17 aprile, i paracadutisti di Schmidt si avviarono verso sud in direzione di Dovre.
Per tutta la giornata i norvegesi pattugliarono l'area degli aviolanci, catturando ventidue tedeschi a Kolstad, vicino a Lesja, e altri ventitré alla stazione ferroviaria di Bottheim.

### 17 aprile
All'alba del 17 aprile, i tedeschi si ritirarono, coperti da tre mitragliatrici dei norvegesi ottenute nell'imboscata del 15 aprile. I paracadutisti si mossero in colonna, seguiti dai feriti e dai prigionieri a bordo degli autocarri a loro volta seguiti da una retroguardia.
Sul ponte stradale a Landheim, venticinque norvegesi bloccarono loro la via ma furono respinti indietro fino alla chiesa di Dovre in un attacco notturno con bombe a mano. I tedeschi si appostarono temporaneamente sul ponte di Einbugga, a metà strada tra Toftemo, a nord, e Dovre, a sud.

#### La fattoria Lindse
Più tardi, gli uomini di Schmidt cominciarono a cercare una nuova posizione in cui proteggersi senza il rischio di essere attaccati da dietro. Trovarono infine la fattoria dei Lindse, posizionata sopra un rilievo dominante l'area, a 250 m dalla ferrovia e 700 m dalla strada principale. L'area nord della fattoria divenne il centro della difesa mentre nella zona a sud vennero tenuti i prigionieri norvegesi: quindici militari e quaranta civili. L'edificio venne rapidamente fortificato con sacchi di sabbia e assi. Schmidt venne trasportato dai prigionieri usando una porta come barella.

#### I combattimenti alla fattoria
Ben presto, i norvegesi avanzarono e la 1ª Compagnia del maggiore Kjøs finirono in un'altra imboscata tedesca presso la fattoria. Kjøs venne catturato con l'avanguardia norvegese. Il resto della compagnia combatté per salvarsi e riuscì a raggiungere la chiesa di Dovre verso le ore 10:00 di mattina.
I norvegesi non riuscirono a capire che "tutti" i paracadutisti erano a Lindse e persero tempo a riorganizzarsi e rifornirsi. Il 1º Battaglione dell'11º Reggimento subentrò al posto del 1º Battaglione, con un plotone di mitraglieri. Per tutto il giorno le posizioni tedesche abbandonate a Ulekleiv furono bombardate dai mortai norvegesi e solo in serata scoprirono dov'erano realmente i tedeschi. Nella notte tra il 17 e il 18 aprile, il tenente L. K. Løkken del Comando Contraereo di Raufoss giunse assieme ad un cannone contraereo da 40 mm.

### 18 aprile
Il 18 aprile fu il giorno decisivo della battaglia. I tedeschi furono circondati a nord dal 1º Battaglione e a sud dalla 1ª Compagnia, assieme ad altre unità minori. La compagnia a sud aveva infatti con sé il cannone contraereo, posizionato alla stazione ferroviaria di Dovre, come artiglieria di supporto. All'alba i soldati norvegesi avanzarono lungo il pendio a sud della fattoria Lindse e aprirono il fuoco sui tedeschi. Quando la battaglia divenne cruenta, Schmidt riferì in seguito:
Anche se le posizioni tedesche erano ben fortificate, le loro munizioni calavano drasticamente e la resa sarebbe stata solo una questione di tempo. In aiuto, tuttavia, giunse uno Junkers Ju 52 che paracadutò munizioni, abiti invernali, provvigioni, rifornimenti medici e la frequenza radio per comunicare con l'Alto Comando.
In giornata, un ufficiale norvegese chiese a Schmidt la resa, che venne rifiutata. Il cannone da 40 mm bombardò per tutto il giorno l'area della fattoria e due gravine circostanti. A sera, i tedeschi erano tutti rinchiusi nella fattoria che i norvegesi volutamente non bombardavano per non colpire i loro compagni prigionieri.

### 19 aprile

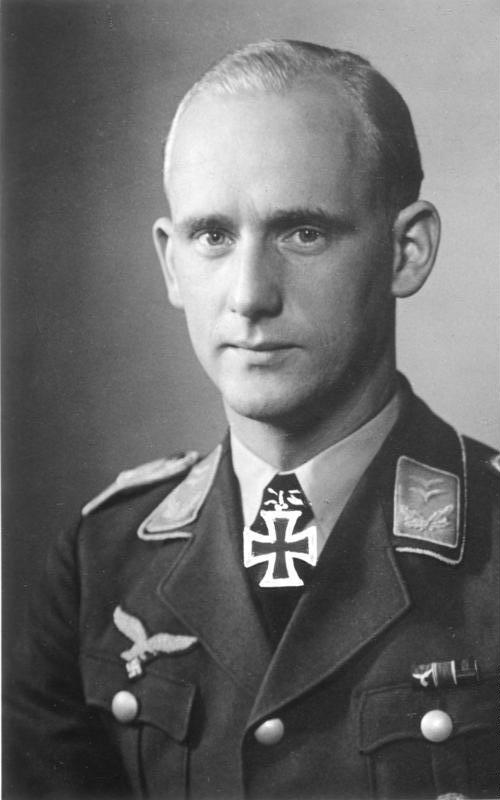
Herbert Schmidt, nel maggio 1940

All'alba del 19 aprile, i tedeschi erano completamente circondati dalle forze norvegesi meglio armate. Nella notte, erano giunti ulteriori rinforzi agli scandinavi: un cannone ferroviario manovrato da Royal Marines, giunto da Åndalsnes. Il cannone aveva con sé 300 proiettili e aprì il fuoco alle ore 06:00, sparando dieci colpi con estrema precisione. Poco dopo un altro Ju 52 fece un passaggio per lanciare rinforzi ma il pilota rientrò senza completare la missione dopo che Schmidt gli inviò un messaggio via radio in cui lo informava che i paracadutisti stavano per arrendersi.
In seguito, Schmidt inviò il secondo in comando, il tenente Ernst Mössinger, a negoziare la resa, sperando di ottenere dei termini favorevoli. Il maggiore Arne Sunde, comandante dei norvegesi, si rifiutò di accettare tutto ciò che non fosse una resa incondizionata. Sunde disse che se i tedeschi non si fossero arresi entro dieci minuti gli Alleati avrebbero ripreso a bombardare la fattoria. Nove minuti e mezzo dopo, alle 11:30, i paracadutisti si arresero, segnalando la resa con tre razzi di segnalazione, come chiesto dai loro norvegesi.
Quarantacinque paracadutisti si arresero alla fattoria dei Lindse, sei dei quali erano feriti.
Le perdite norvegesi furono di venti morti e venti feriti.

## Conseguenze
In seguito alla resa, i tedeschi furono portati nell'area di Romsdal, i feriti all'ospedale di Ålesund, mentre i restanti centotrentacinque uomini in un campo di prigionia ad Averøy, vicino a Kristiansund. Durante i raid dei bombardieri tedeschi su Kristiansund del 28 e 29 aprile, tra i prigionieri di guerra vi furono diversi feriti.

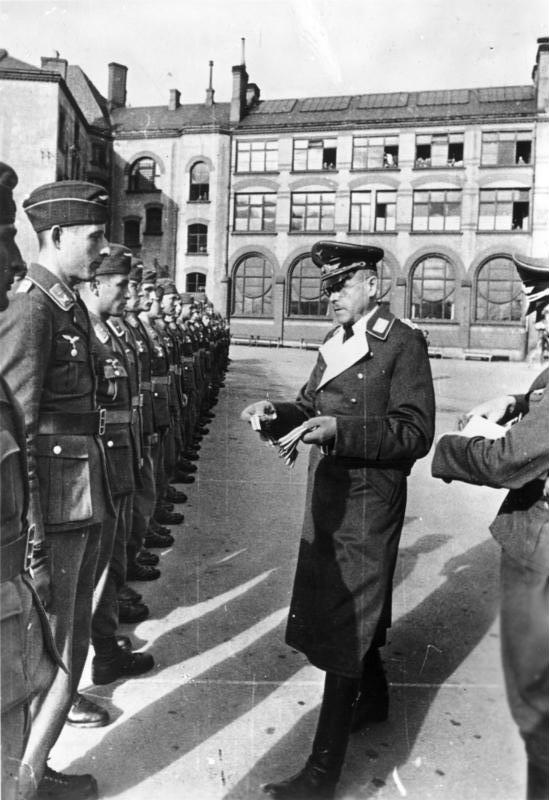
Karl Kitzinger decora i paracadutisti sopravvissuti nel maggio 1940

I norvegesi volevano interrogare i prigionieri per poi inviarli in Inghilterra in nave ma nel caos del collasso della resistenza nel sud del paese e l'evacuazione Alleata da Åndalsnes nell'aprile-maggio 1940, i tedeschi furono lasciati indietro e liberati da un reggimento della 1ª Divisione Herman Göring Dei paracadutisti catturati solo tre finirono in mano agli inglesi e portati in Gran Bretagna. Uno dei tre era riuscito a fuggire dalla cattura ma venne scoperto durante la ritirata anglo-norvegese e fatto prigioniero il 29 aprile..
Tredici paracadutisti furono fatti prigionieri a Lillehammer il 14 aprile dopo che il loro Ju 52 era stato abbattuto. Tre tedeschi erano feriti e vennero condotti all'ospedale. Quelli sani furono condotti al campo di prigionia a Lom, nell'Oppland.
Le armi catturate dai tedeschi a Dombås non furono distribuite ai norvegesi ma stoccate nel paesino di Tretten, dove le ritrovarono i tedeschi il 23 aprile.
La maggior parte delle truppe liberate decise volontariamente di essere dispiegata nuovamente nella battaglia di Narvik, nel nord del paese per aiutare le truppe montano austro-tedesche della 3ª Divisione da Montagna del generale Eduard Dietl. La maggior parte di questi uomini perì nella battaglia.
Herbert Schmidt ricevette la Croce di Cavaliere della Croce di Ferro il 24 maggio 1940, per le sue azioni in battaglia. In seguito alla guarigione dalle ferite, nel 1941 scrisse un libro in cui narrò dettagliatamente le sue esperienze durante la battaglia; il titolo del libro è Die Fallschirmjäger von Dombaas. Schmidt verrà ucciso dalla Resistenza francese nel 1944, mentre andava da Vannes verso Pontivy, il 16 giugno 1944. Schmidt venne colpito alle spalle, da un tiratore scelto, mentre era seduto dietro il suo comandante di divisione, Hermann-Bernhard Ramcke.

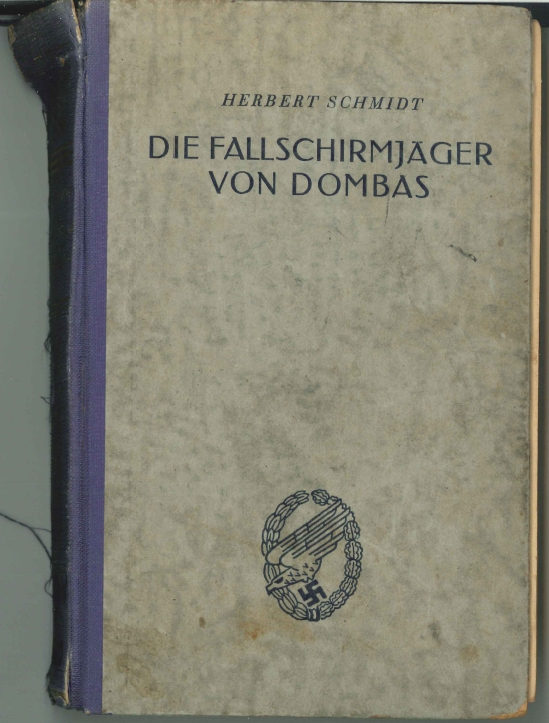
Il libro di Herbert Schmidt